# Israel International
Die Israel International sind die offenen internationalen Meisterschaften von Israel im Badminton. Sie werden seit 1975 ausgetragen, fanden jedoch über einen längeren Zeitraum nicht statt. 1983 wurde der Wettbewerb ebenso wie der Plume d’Or des gleichen Jahres aufgrund "politischer und sonstiger Probleme in Israel" abgesagt. Erst 2006 sollte wieder zu einer regelmäßigen Austragung übergegangen werden. In den Jahren 2006 und 2007 trugen sie die vollständige Bezeichnung Israel Hatzor International Badminton Tournament, fielen in den folgenden Jahren bis 2012 aber wiederum aus. 2020 und 2021 war die COVID-19-Pandemie in Israel für den Ausfall der Veranstaltung verantwortlich, 2023 und 2024 die Angriffe auf Israel.

## Die Sieger
| Saison    | Herreneinzel         | Dameneinzel         | Herrendoppel                        | Damendoppel                         | Mixed                                      |
| --------- | -------------------- | ------------------- | ----------------------------------- | ----------------------------------- | ------------------------------------------ |
| 1975      | Victor Yusim         | nicht ausgetragen   | Victor Yusim Michael Schneidman     | nicht ausgetragen                   | nicht ausgetragen                          |
| 1976      | Victor Yusim         | Tineke Hof          | Victor Yusim Michael Schneidman     | Tineke Hof Devora Geffen            | nicht ausgetragen                          |
| 1977      | Victor Yusim         | Eva Unglick         | Victor Yusim Michael Schneidman     | Eva Unglick Chaya Grunstein         | nicht ausgetragen                          |
| 1978      | Victor Yusim         | Chaya Grunstein     | Victor Yusim Michael Schneidman     | Chaya Grunstein Carol Silman        | Michael Rappaport Carol Silman             |
| 1979      | Victor Yusim         | Eva Unglick         | Victor Yusim Michael Schneidman     | Eva Unglick Chaya Grunstein         | Nissim Duk Eva Unglick                     |
| 1980      | Yitzhak Serrouya     | Elke Kalb           | Nissim Duk Yitzhak Serrouya         | Elke Kalb Irit Ben Shushan          | Michael Rappaport Eva Unglick              |
| 1981      | Johann Ratheyser     | Adelheid Losek      | Johann Ratheyser Gerald Hofegger    | Eva Unglick Irit Ben Shushan        | Johann Ratheyser Adelheid Losek            |
| 1982      | Andrew Downes        | Lisa Salmon         | David Spurling Stuart Spurling      | Lisa Salmon J. Downes               | David Spurling H. Blake                    |
| 1983 1989 | nicht ausgetragen    | nicht ausgetragen   | nicht ausgetragen                   | nicht ausgetragen                   | nicht ausgetragen                          |
| 1990      | Stéphane Renault     | Christelle Mol      | Ricardo Fernandes Marco Vasconcelos | Christelle Mol Virginie Delvingt    | Stéphane Renault Elodie Mansuy             |
| 1991 1997 | nicht ausgetragen    | nicht ausgetragen   | nicht ausgetragen                   | nicht ausgetragen                   | nicht ausgetragen                          |
| 1998      | Aivaras Kvedarauskas | Svetlana Zilberman  | Aivaras Kvedarauskas Nir Yusim      | Svetlana Zilberman Diana Koleva     | Leon Pugach Svetlana Zilberman             |
| 1999      | Boris Kessov         | Neli Boteva         | Boris Kessov Georgi Petrov          | nicht ausgetragen                   | Luben Panov Diana Koleva                   |
| 2000 2005 | nicht ausgetragen    | nicht ausgetragen   | nicht ausgetragen                   | nicht ausgetragen                   | nicht ausgetragen                          |
| 2006      | Petr Koukal          | Maja Tvrdy          | Luka Petrič Matevž Šrekl            | nicht ausgetragen                   | Luka Petrič Maja Tvrdy                     |
| 2007      | Sho Sasaki           | Tracey Hallam       | Jochen Cassel Thomas Tesche         | nicht ausgetragen                   | Valeriy Atrashchenkov Elena Prus           |
| 2008 2012 | nicht ausgetragen    | nicht ausgetragen   | nicht ausgetragen                   | nicht ausgetragen                   | nicht ausgetragen                          |
| 2013      | Vladimir Malkov      | Telma Santos        | Vladimir Malkov Vadim Novoselov     | Olga Golovanova Viktoriia Vorobeva  | Vladimir Malkov Viktoriia Vorobeva         |
| 2014      | Artem Pochtarev      | Telma Santos        | Gennadiy Natarov Artem Pochtarev    | nicht ausgetragen                   | Gennadiy Natarov Yuliya Kazarinova         |
| 2015      | Sam Parsons          | Zuzana Pavelková    | Alexander Bass Daniel Chislov       | Alina Pugach Yuval Pugach           | Ariel Shainski Krestina Silich             |
| 2016      | Lukáš Zevl           | Ana Marija Šetina   | Yonathan Levit Ariel Shainski       | Irina Shorokhova Kristina Vyrvich   | Ariel Shainski Krestina Silich             |
| 2017      | Miha Ivanič          | Anastasiia Semenova | Alexander Bass Shai Geffen          | Ksenia Evgenova Anastasiia Semenova | Yonathan Levit Yulia Vasilyeva             |
| 2018      | Kaushal Dharmamer    | Ksenia Polikarpova  | Ariel Shainski Lukáš Zevl           | Ksenia Polikarpova Krestina Silich  | Mykhaylo Makhnovskiy Anastassija Prosorowa |
| 2019      | Felix Hammes         | Ksenia Polikarpova  | Felix Hammes Christopher Klauer     | Heli Neiman Ksenia Polikarpova      | May Bar Netzer Shery Rotshtein             |
| 2020 2021 | nicht ausgetragen    | nicht ausgetragen   | nicht ausgetragen                   | nicht ausgetragen                   | nicht ausgetragen                          |
| 2022      | Matthias Kicklitz    | Dounia Pelupessy    | Giovanni Greco David Salutt         | Aline Müller Caroline Racloz        | Minh Quang Pham Caroline Racloz            |
| 2023 2024 | abgesagt             | abgesagt            | abgesagt                            | abgesagt                            | abgesagt                                   |